# Rusenski Łom
Rusenski Łom (Русенски Лом) – rzeka w północno-wschodniej Bułgarii, prawy dopływ Dunaju. Długość – 196,9 km, powierzchnia zlewni – 2825 km², średni przepływ u ujścia – 5,851 m³/s.
Rusenski Łom powstaje z połączenia rzek Biały Łom i Czarny Łom, które wraz z licznymi dopływami spływają z pogórzy we wschodniej części Niziny Naddunajskiej. Uchodzi do Dunaju kilka kilometrów na zachód od miasta Ruse.